# Carl von Than
Carl von Than (in ungherese Than Károly; Bečej, 20 dicembre 1834 – Budapest, 5 luglio 1908) è stato un chimico ungherese, famoso per le sue ricerche di chimica analitica. Scoprì il solfuro di carbonile nel 1867.

## Vita
Carl von Than nacque a Bečej, allora parte dell'Impero austro-ungarico. All'età di 14 anni interruppe gli studi e si arruolò nell'esercito ungherese prendendo parte alla rivoluzione ungherese del 1848. Al suo ritorno, trovò la madre morta e il padre rovinato. Lavorò in diverse farmacie per guadagnare il denaro necessario a completare la sua formazione. Dopo aver frequentato una scuola a Seghedino, iniziò a studiare medicina e poi chimica presso l'Università di Vienna. Nel 1858 conseguì il dottorato di ricerca sotto la guida di Josef Redtenbacher. Dopo aver lavorato per qualche tempo come assistente di Redtenbacher, perfezionò i suoi studi con Robert Bunsen presso l'Università di Heidelberg e con Charles-Adolphe Wurtz presso l'Università di Parigi. Al suo ritorno presso Redtenbacher nel 1859, lavorò come docente presso l'Università di Vienna.
L'Università Loránd Eötvös di Budapest aveva bisogno di professori di lingua ungherese poiché nel 1860 la lingua di insegnamento era cambiata da tedesco a ungherese. Theodor Wertheim si trasferì all'Università di Graz e il posto rimasto vacante fu offerto a Than, che vi rimase fino al suo pensionamento nel 1908.
Than si sposò nel 1872 ed ebbe cinque figli. Pubblicò il primo giornale di chimica ungherese (Magyar Chémiai Folyóirat) e fu presidente della Società Ungherese di Scienze Naturali dal 1872 fino alla sua morte. Morì improvvisamente poco dopo essere andato in pensione, nel 1908. La sua tomba si trova nel cimitero Kerepesi a Budapest.

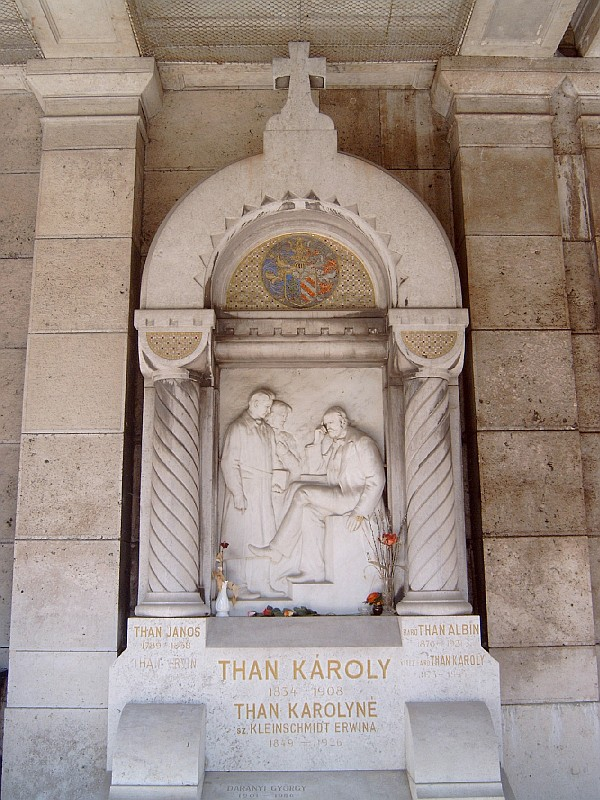
Tomba di Carl von Than

## Contributi
Than fu un chimico analitico, ma lo si ricorda soprattutto per la sua scoperta del solfuro di carbonile. I due composti diossido di carbonio (CO2) e disolfuro di carbonio (CS2) erano ben noti, e Than cercò di sintetizzare il solfuro di carbonile (COS). Nei primi esperimenti fece reagire monossido di carbonio (CO) con zolfo (S), ottenendo un prodotto che non fu in grado di purificare. Un secondo tentativo fu fatto idrolizzando l'acido tiocianico (HSCN). La reazione tra tiocianato di potassio (KSCN) e acido solforico (H2SO4) produsse un gas che conteneva quantità significative di sottoprodotti (HCN, H2O e CS2, rendendone necessaria la purificazione.
KSCN + 2H2SO4 + H2O → KHSO4 + NH4HSO4 + COS
Than riuscì a caratterizzare molte proprietà del solfuro di carbonile e tentò anche di studiarne le reazioni chimiche. Per questi risultati ricevette il premio Lieben nel 1868.